# بتل‌کریک (میشیگان)
بتل‌کریک، میشیگان (به انگلیسی: Battle Creek, Michigan) یک شهر در ایالات متحده آمریکا با جمعیت ۵۲٬۳۴۷ نفر است که در میشیگان واقع شده‌است.

## موقعیت جغرافیایی
موقعیت جغرافیایی شهرها و مناطق اطراف به شرح زیر است: